# The O.C. (1.ª temporada)
A primeira temporada de The O.C. começou a ser exibida nos Estados Unidos em 5 de agosto de 2003, concluída em 5 de maio de 2004, e consiste em 27 episódios. Conta a história das "famílias Cohen e Cooper" e de "Ryan [Atwood], um adolescente problemático do lado errado dos trilhos", que é empurrado para a rica comunidade de Newport Beach, e "vai mudar para sempre a vida dos moradores."
Os primeiros sete episódios de The O.C. foi ao ar nos EUA às terças-feiras às 9:00 da noite na FOX. Após um hiato de sete semanas no meio da temporada, o restante da temporada foi ao ar às quartas-feiras às 9:00 da noite. A temporada foi lançada em DVD como um box set de sete discos sob o título de The O.C.: The Complete First Season em 26 de setembro de 2004 pela Warner Bros Home Video. Em 17 de junho de 2008, a temporada ficou disponível para compra para usuários registrados da iTunes Store dos EUA.

## Equipe técnica
A temporada foi produzida pela Warner Bros. Television, Hypnotic (agora Dutch Oven), Wonderland Sound and Vision e College Hill Pictures, Inc. (agora Fake Empire Productions). Os produtores executivos foram o criador Josh Schwartz, Doug Liman, Dave Bartis e McG, com o showrunner Bob DeLaurentis se juntando a eles após o episódio piloto. Melissa Rosenberg e Allan Heinberg atuaram como produtores co-executivos. Stephanie Savage foi produtora supervisora e Loucas George produtor. Os roteiristas da equipe foram Schwartz, Savage, Heinberg, Rosenberg, Jane Espenson, Debra J. Fischer, Erica Messer, Brian Oh, J.J. Philbin e Liz Friedman. Os diretores regulares durante toda a temporada foram Liman, Sanford Bookstaver, Michael Lange, Patrick Norris, Michael Fresco, James Marshall e Sandy Smolan.[carece de fontes?]

### Principal
- Peter Gallagher como Sandy Cohen
- Kelly Rowan como Kirsten Cohen
- Ben McKenzie como Ryan Atwood
- Mischa Barton como Marissa Cooper
- Adam Brody como Seth Cohen
- Chris Carmack como Luke Ward
- Melinda Clarke como Julie Cooper
- Rachel Bilson como Summer Roberts
- Tate Donovan como Jimmy Cooper

### Recorrentes
- Samaire Armstrong como Anna Stern
- Alan Dale como Caleb Nichol
- Taylor Handley como Oliver Trask
- Amanda Righetti como Hailey Nichol
- Navi Rawat como Theresa Diaz
- Bonnie Somerville como Rachel Hoffman
- Ashley Hartman como Holly Fischer
- Linda Lavin como Sophie Cohen
- Daphne Ashbrook como Dawn Atwood
- Michael Nouri como Neil Roberts
- Shailene Woodley como Kaitlin Cooper
- Bradley Stricker como Trey Atwood

## Recepção
O episódio piloto da temporada ganhou 7,5 milhões de telespectadores e foi indicado ao prêmio Writers Guild of America Award de melhor drama episódico. À medida que a temporada progrediu, os índices de audiência aumentaram, com 8 milhões de espectadores se sintonizando no terceiro episódio e 8,6 milhões de espectadores assistindo ao quarto episódio. Isso resultou na FOX inicialmente pedindo mais seis episódios. A temporada foi dividida em duas partes, a primeira consistindo em sete episódios exibidos semanalmente, com média de 8,43 milhões de telespectadores. Isto foi seguido por um hiato de sete semanas, em que a FOX anunciou que havia encomendado mais cinco episódios, elevando a temporada total para vinte e sete.
O intervalo de tempo para a segunda metade da temporada foi originalmente planejado para as noites de quinta-feira, mas enfrentando a concorrência de CSI: Crime Scene Investigation na CBS e Will & Grace na NBC foi transferido para as noites de quarta às 21:00. Em geral, a primeira temporada foi o novo drama mais bem cotado da temporada entre adultos de 18 a 34 anos, com média de 9,7 milhões de telespectadores. A série ganhou quatro Teen Choice Awards e foi indicada para mais dois, além de ser indicada ao prêmio para Outstanding New Program TCA. Na Austrália, a série recebeu o Logie Award para Most Popular Overseas Program in 2005.
O site de agregadores de revisão Rotten Tomatoes tem um índice de aprovação de 77% com uma classificação média de 6.56/10 com base em 22 comentários. O consenso crítico do site diz: "Mesmo que não tenha uma opinião original sobre a angústia dos adolescentes, The O.C. funciona bem o suficiente para seu público-alvo, produzindo muitas histórias de novelas com um elenco talentoso." No Metacritic, que usa uma média ponderada, atribuiu uma pontuação de 67 de 100 com base em avaliações de 17 críticos, indicando "geralmente favorável comentários". No entanto, a série recebeu algumas críticas desfavoráveis. San Jose Mercury News criticou o enredo e o elenco dizendo que "as histórias normalmente envolvem o obrigatório arco de três episódios sobre problemas com drogas ou a virgindade perdida com diálogos criados para manter o cão em dia com rapidez", afirmou. e que "Quem na FOX pensou que Benjamin McKenzie (Ryan em The O.C.) poderia se passar por qualquer um mais jovem que 25 deveria ser demitido". Uma revisão do DVD foi crítica do enredo repetitivo afirmando que o relacionamento "Ryan-Marissa fica cansativo à medida que se transforma em um timing implacavelmente ruim", enquanto Entertainment Weekly não achou que as atuações estavam sempre à altura, afirmando que "é lamentável ter todo esse potencial para drama de arremesso de braço investido em Barton, uma atriz que pode ser tão lisa quanto uma boneca de papel". Também foi criticada por brigas excessivas e glamourização de consumo de bebidas alcoólicas por menores.

## Episódios
| N.º na série | N.º na temp. | Título                                                     | Dirigido por           | Escrito por                        | Exibição original       | Cód. de produção | Audiência (milhões) |
| --- | ------------ | ---------------------------------------------------------- | ---------------------- | ---------------------------------- | ----------------------- | ---------------- | ------------------- |
| 1 | 1            | "Premiere" "Piloto"                                        | Doug Liman             | Josh Schwartz                      | 5 de agosto de 2003     | 475197           | 7.5                 |
| Logo depois que Ryan escapa da prisão e é expulso por sua mãe, seu advogado, Sandy Cohen, o leva para casa, para a consternação de sua esposa, Kirsten. Ryan conhece o filho dele, Seth, e outros adolescentes de Newport que o levam a problemas, fazendo Kirsten pensar novamente em deixar Ryan ficar em casa.                                                                      |              |                                                            |                        |                                    |                         |                  |                     |
| 2 | 2            | "The Model Home" "A Casa Modelo"                           | Doug Liman             | Allan Heinberg & Josh Schwartz     | 13 de agosto de 2003    | 176501           | 7.9                 |
| Marissa e Seth convencem Ryan a não sair de Newport e escondê-lo em uma das casas-modelo desocupadas de Kirsten. Quando Luke confronta Ryan sobre seu relacionamento com Marissa, a lutas deles acabam incendiando a casa, fazendo com que os dois sejam presos. |              |                                                            |                        |                                    |                         |                  |                     |
| 3 | 3            | "The Gamble" "A Aposta"                                    | Ian Toynton            | Jane Espenson                      | 19 de agosto de 2003    | 176502           | 8.0                 |
| Sandy vem para o resgate de Ryan mais uma vez. Kirsten decide convidar Dawn para uma noite de cassino de elite, mas ela se perde na bebida, desapontando Ryan. Dawn acredita que Ryan está melhor com os Cohens, deixando ele com Sandy e Kirsten. |              |                                                            |                        |                                    |                         |                  |                     |
| 4 | 4            | "The Debut" "O Baile"                                      | Daniel Attias          | Allan Heinberg & Josh Schwartz     | 26 de agosto de 2003    | 176503           | 8.6                 |
| Agora que Ryan está hospedado com os Cohens, ele deve participar do Baile Cotillion, onde as melhores moças de Newport entram na sociedade. O ciúme de Luke resulta em Ryan acompanhando Marissa. Jimmy se torna suspeito de uma investigação de fraude e o pai de Holly decide confrontá-lo no Baile na frente de todos.                                                              |              |                                                            |                        |                                    |                         |                  |                     |
| 5 | 5            | "The Outsider" "O Forasteiro"                              | Jesús Salvador Treviño | Melissa Rosenberg                  | 2 de setembro de 2003   | 176504           | 9.1                 |
| Ryan consegue um emprego e conhece Donnie, um adolescente de Newport de Corona. Seth decide convidar Donnie para a festa na praia de Holly, mas sua participação termina com Luke levando um tiro. Julie diz a Jimmy que ela quer o divórcio. |              |                                                            |                        |                                    |                         |                  |                     |
| 6 | 6            | "The Girlfriend" "A Namorada"                              | Steve Robman           | Josh Schwartz & Debra J. Fisher    | 9 de setembro de 2003   | 176505           | 9.1                 |
| O pai de Kirsten, Caleb Nichol, vem para a cidade com sua nova namorada de 24 anos, Gabrielle. Marissa não está pronta para escolher entre Luke e Ryan, mas quando ela flagra Ryan com Gabrielle, ela escolhe Luke. Os crescentes sentimentos de Summer por Seth começam a aparecer.                                                                                                   |              |                                                            |                        |                                    |                         |                  |                     |
| 7 | 7            | "The Escape" "A Fuga"                                      | Sanford Bookstaver     | Josh Schwartz                      | 16 de setembro de 2003  | 176506           | 8.8                 |
| Marissa não aceita bem o divórcio de seus pais, e quando encontra Luke com Holly durante uma viagem de fim de verão na Tijuana, ela é encontrada desmaiada em um beco devido a uma overdose de drogas/álcool. Kirsten, chateada que Sandy está considerando o trabalho, encontra-se em uma posição comprometedora com Jimmy em seu novo apartamento.                                   |              |                                                            |                        |                                    |                         |                  |                     |
| 8 | 8            | "The Rescue" "O Resgate"                                   | Michael Lange          | Melissa Rosenberg & Allan Heinberg | 29 de outubro de 2003   | 176507           | 9.27                |
| Julie culpa Ryan pelo incidente de Marissa e diz a ele para ficar longe. Sandy começa seu novo emprego e Kirsten está descontente com sua nova colega de trabalho, Rachel. Ryan deve fazer um teste de colocação para determinar sua inscrição na The Harbor School. Julie tenta fazer com que Marissa procure uma terapeuta em San Diego, ao contrário do que Jimmy e Marissa querem. |              |                                                            |                        |                                    |                         |                  |                     |
| 9 | 9            | "The Heights" "Nas Alturas"                                | Patrick Norris         | Debra J. Fisher & Erica Messer     | 5 de novembro de 2003   | 176508           | 7.52                |
| Ryan não se sente como se ele pertencesse a Harbor e Luke não ajuda sua situação. Summer mantém sua amizade com Seth em particular, mas está com ciúmes de seu relacionamento com Anna. Sandy aceita um processo contra Caleb em seu novo emprego, que testará seu relacionamento com Kirsten.                                                                                         |              |                                                            |                        |                                    |                         |                  |                     |
| 10 | 10           | "The Perfect Couple" "O Casal Perfeito"                    | Michael Fresco         | Allan Heinberg                     | 12 de novembro de 2003  | 176509           | 8.28                |
| Kirsten fica preocupada com o relacionamento profissional de Sandy com Rachel. Ryan vê Caleb e Julie juntos, e torna-se responsável por Marissa expor o relacionamento privado deles em um evento de caridade. Summer diz a Seth como ela se sente. |              |                                                            |                        |                                    |                         |                  |                     |
| 11 | 11           | "The Homecoming" "A Volta para Casa"                       | Keith Samples          | Josh Schwartz & Brian Oh           | 19 de Novembro de 2003  | 176510           | 9.03                |
| Ryan e Marissa vão a Chino visitar Trey para o Dia de Ação de Graças, mas ele pede um favor a Ryan. Seth deve escolher entre Anna e Summer. Kirsten e Sandy tentam juntar Jimmy e Rachel. |              |                                                            |                        |                                    |                         |                  |                     |
| 12 | 12           | "The Secret" "O Segredo"                                   | James Marshall         | Allan Heinberg & Josh Schwartz     | 26 de novembro de 2003  | 176511           | 6.9                 |
| A confiança de Ryan é posta à prova quando ele e Luke vêem Carson com outro homem. Seth luta para se reconciliar com Anna e Summer. Caleb e Julie concordam em se separar por um tempo. Jimmy e Sandy entram em negócios juntos. |              |                                                            |                        |                                    |                         |                  |                     |
| 13 | 13           | "The Best Chrismukkah Ever" "O Melhor Nata Nukká de Todos" | Sanford Bookstaver     | Stephanie Savage                   | 3 de dezembro de 2003   | 176512           | 9.27                |
| Kirsten descobre algo sobre seu pai que ajudará o caso de Sandy, mas colocará seu trabalho em risco. O Natal de Ryan não sai como planejado. Marissa conhece alguém em terapia. Enquanto isso, Seth luta escolhendo entre Anna e Summer. |              |                                                            |                        |                                    |                         |                  |                     |
| 14 | 14           | "The Countdown" "Contagem Regressiva"                      | Michael Fresco         | Josh Schwartz                      | 17 de dezembro de 2003  | 176513           | 7.99                |
| A irmã de Kirsten, Hailey, chega na casa do Cohen e faz uma festa de Ano Novo que sai do controle. Ryan está preocupado com o relacionamento de Marissa com Oliver. Anna decide passar a noite com Seth, sem o conhecimento de Summer. |              |                                                            |                        |                                    |                         |                  |                     |
| 15 | 15           | "The Third Wheel" "Três é Demais"                          | Sandy Smolan           | Melissa Rosenberg                  | 7 de janeiro de 2004    | 176514           | 9.4                 |
| Hailey percebe que não é mais bem-vinda na residência dos Cohen. Oliver convida a turma para um show de Rooney, mas Ryan o pega em um tráfico de drogas no estacionamento. Seth tem dificuldades em contar a Summer sobre seu relacionamento com Anna. |              |                                                            |                        |                                    |                         |                  |                     |
| 16 | 16           | "The Links" "Elos"                                         | Michael Lange          | Debra J. Fisher & Erica Messer     | 14 de janeiro de 2004   | 176515           | 8.9                 |
| A amizade de Oliver com Marissa estressa seu relacionamento com Ryan. Summer fica com ciúmes do relacionamento de Seth e Anna. Enquanto isso, Hailey e Kirsten se confrontam quando Kirsten convence Caleb a interrompê-la. |              |                                                            |                        |                                    |                         |                  |                     |
| 17 | 17           | "The Rivals" "Rivais"                                      | Ian Toynton            | Josh Schwartz                      | 21 de janeiro de 2004   | 176516           | 12.72               |
| Oliver se transfere para Harbor, enquanto Ryan arrisca seu futuro acadêmico para expô-lo. Seth fica com ciúmes do relacionamento de Summer com Danny, forçando-o a duvidar de seu relacionamento com Anna. Enquanto isso, Jimmy e Sandy entram em negócios juntos. Além disso, Kirsten fica preocupada com a empresa quando Caleb contrata Julie como designer de interiores.          |              |                                                            |                        |                                    |                         |                  |                     |
| 18 | 18           | "The Truth" "A Verdade"                                    | Rodman Flender         | Allan Heinberg                     | 11 de fevereiro de 2004 | 176517           | 12.70               |
| Luke começa a ver as verdadeiras intenções de Oliver depois que Ryan fica suspenso, mas Marissa não vê. Anna confronta Seth sobre seu relacionamento com Summer. Enquanto isso, Caleb faz com que Kirsten rompe com Julie por ele. |              |                                                            |                        |                                    |                         |                  |                     |
| 19 | 19           | "The Heartbreak" "Coração Partido"                         | Lev L. Spiro           | Josh Schwartz                      | 18 de fevereiro de 2004 | 176518           | 10.95               |
| Ryan e Marissa precisam reconstruir a confiança após o incidente com Oliver, mas é difícil quando Theresa chega à cidade. Jimmy descobre que ele tem uma admiradora secreta, enquanto Luke passa a noite com Julie. Enquanto isso, Seth e Summer chegam a um acordo com seus sentimentos um pelo outro e consumam o relacionamento deles.                                              |              |                                                            |                        |                                    |                         |                  |                     |
| 20 | 20           | "The Telenovela" "A Telenovela"                            | Sanford Bookstaver     | Stephanie Savage                   | 25 de fevereiro de 2004 | 176519           | 9.56                |
| Ryan percebe que Theresa não está dizendo a verdade sobre o porquê dela ficar em Newport. Summer mantém seu relacionamento com Seth privado, virando ele para Anna em busca de apoio. Enquanto isso, Sandy se encontra no meio da bagunça de Caleb. Além disso, Jimmy suspeita de algo entre Julie e Luke.                                                                             |              |                                                            |                        |                                    |                         |                  |                     |
| 21 | 21           | ASA "A Garota do Adeus"                                    | Patrick Norris         | Josh Schwartz                      | 3 de março de 2004      | 176520           | 10.27               |
| Seth se sente culpado quando Anna anuncia que ela está voltando para Pittsburgh. Problemas legais fermentam para Caleb e Kirsten, enquanto Sandy trabalha para resolvê-los. Luke e Julie acham o caso secreto deles mais difícil de manter. Enquanto isso, o namorado de Theresa de Chino chega trazendo problemas.                                                                    |              |                                                            |                        |                                    |                         |                  |                     |
| 22 | 22           | "The L.A." "Los Angeles"                                   | David M. Barrett       | Josh Schwartz                      | 24 de março de 2004     | 176521           | 11.09               |
| Ryan, Marissa, Seth e Summer vão até L.A. e encontram Hailey trabalhando como stripper. Jimmy e Sandy abordam Caleb em busca de ajuda nos negócios. Enquanto isso, Ryan tenta manter o caso de Luke e Julie em segredo de Marissa. |              |                                                            |                        |                                    |                         |                  |                     |
| 23 | 23           | "The Nana" "A Vovó"                                        | Michael Lange          | Allan Heinberg                     | 31 de março de 2004     | 176522           | 11.37               |
| A mãe de Sandy, da Flórida, vem a Newport para uma visita com uma atitude diferente. Ryan procura por Marissa. Summer tenta impressionar a Nana. Jimmy e Hailey dão um passo à frente com o novo romance deles. |              |                                                            |                        |                                    |                         |                  |                     |
| 24 | 24           | "The Proposal" "O Pedido"                                  | Helen Shaver           | Liz Friedman & Josh Schwartz       | 14 de abril de 2004     | 176523           | 10.49               |
| Marissa não quer ouvir o que Luke tem a dizer, mas dá a ele uma chance depois de um acidente de carro quase fatal. Enquanto isso, Jimmy se torna um obstáculo na obtenção de uma licença de bebidas alcoólicas. Caleb propõe casamento a Julie. |              |                                                            |                        |                                    |                         |                  |                     |
| 25 | 25           | "The Shower" "Chá de Panela"                               | Sandy Smolan           | J.J. Philbin                       | 21 de abril de 2004     | 176524           | 10.13               |
| Kirsten e Marissa fazem um chá de panela para Julie, mas Marissa convida a indesejada irmã de Julie. Theresa chama Sandy para aconselhamento jurídico, mas tenta evitar Ryan. Hailey e Jimmy continuam o romance deles. Enquanto isso, Summer fica desapontada quando Seth conhece o pai dela.                                                                                         |              |                                                            |                        |                                    |                         |                  |                     |
| 26 | 26           | "The Strip" "Despedida"                                    | James Marshall         | Allan Heinberg                     | 28 de abril de 2004     | 176525           | 10.52               |
| Enquanto os rapazes estão em Las Vegas, Jimmy e Sandy descobrem os verdadeiros motivos de Caleb. Hailey planeja um plano em uma tentativa de conseguir que Caleb termine com Julie. Marissa passa a noite com Theresa e descobre algo que pode afetá-la. |              |                                                            |                        |                                    |                         |                  |                     |
| 27 | 27           | "The Ties That Bind" "Laços"                               | Patrick Norris         | Josh Schwartz                      | 5 de maio de 2004       | 176526           | 10.72               |
| Caleb e Julie se casam oficialmente e Marissa vai morar com eles. Ryan e Theresa enfrentam uma decisão difícil em relação à gravidez. Seth faz um movimento ousado quando as coisas ao seu redor começam a desmoronar. |              |                                                            |                        |                                    |                         |                  |                     |

## Lançamento em DVD
O lançamento em DVD da primeira temporada foi lançado pela Warner Bros. nos Estados Unidos em 26 de outubro de 2004, depois de ter terminado a transmissão na televisão. Além de todos os episódios da temporada, o lançamento em DVD inclui material bônus, incluindo uma prévia da segunda temporada, cenas deletadas, comentários em áudio e featurettes nos bastidores.